# Mongoloraphidia (Ferganoraphidia) pusillogenitalis
Mongoloraphidia (Ferganoraphidia) pusillogenitalis is een kameelhalsvliegensoort uit de familie van de Raphidiidae. De soort komt voor in Kirgizië.
Mongoloraphidia (Ferganoraphidia) pusillogenitalis werd voor het eerst wetenschappelijk beschreven door H. Aspöck et al. in 1968.